# Dead Sea Works
Koordinaten: 31° 2′ 5″ N, 35° 22′ 16″ O
Dead Sea Works (hebräisch מפעלי ים המלח, Mif’alei Jam HaMelach) ist eine israelische Kalisalzanlage an der Küste des Toten Meers in Israel.

## Geschichte
Die Gesellschaft wurde 1930 von Mose Nowomeisky gegründet und war als Palestine Potash Company bekannt. Seit 1936 war es ein gewinnbringendes Unternehmen, trotz der Konkurrenz durch das deutsche Kali-Kartell, das Kali unter den Selbstkostenpreisen anbot.
Im Israelischen Unabhängigkeitskrieg im Jahre 1948 wurde die nördliche Hälfte von der Arabischen Legion besetzt, die die Anlage zerstörte.
Dead Sea Works ist ein ehemaliges Staatsunternehmen, das vom israelischen Entwicklungsministerium geleitet wurde. 1953 wurde es in Dead Sea Works umbenannt. Seit 1975 ist das Unternehmen im Besitz von Israel Chemicals Ltd. (ICL), das zwischen 1992 und 1995 über einen Börsengang privatisiert wurde. Heute ist Dead Sea Works ein Teil des Geschäftsbereiches Dünger von ICL (ICL Fertilizer).
Dead Sea Works steht weltweit an vierter Stelle beim Abbau von Kaliprodukten. Die Gesellschaft stellt auch Magnesiumchlorid, Industriesalz, Flugzeugenteisungsmittel, Badesalz, Tafelsalz sowie Rohmaterial für die Kosmetikindustrie her. Sie hat Kunden in über 60 Ländern. Der Betrieb zum Abbau der Salze befindet sich am südlichen Becken des Toten Meeres.
Das Unternehmen baut Mineralien bergmännisch ab und gewinnt auch Salz durch Verdunsten des Wassers in Salzteichen am Rande des Toten Meeres. Es wird von Naturschützern beschuldigt, die Umgebung zu verschmutzen und zum Wasserverlust des Toten Meeres beizutragen.

## Tourismus
An den Ufern von Dead Sea Works liegen einige Urlaubshotels, die von Besuchern des Toten Meeres aufgesucht werden. Die Urlauber nehmen das Salzbad dann regelmäßig in den industriellen Salzfeldern (Verdampfungsteichen) von Dead Sea Works.

## Schmalspurbahn

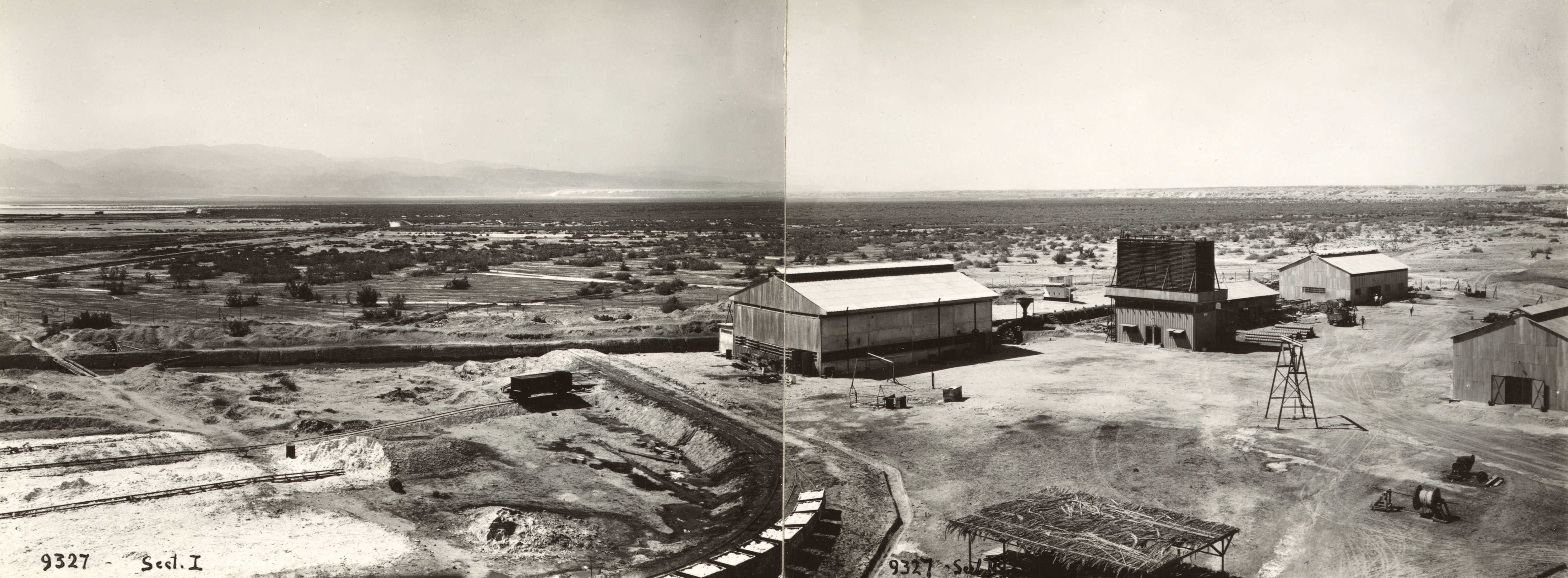
Panorama der Bahnanlagen, 1937. Wadi Figra und ’Ein Arous im Hintergrund rechts. In der Mitte das Kraftwerk, rechts davon der Kühlturm, daneben das Lager und ganz rechts die Werkstätten.

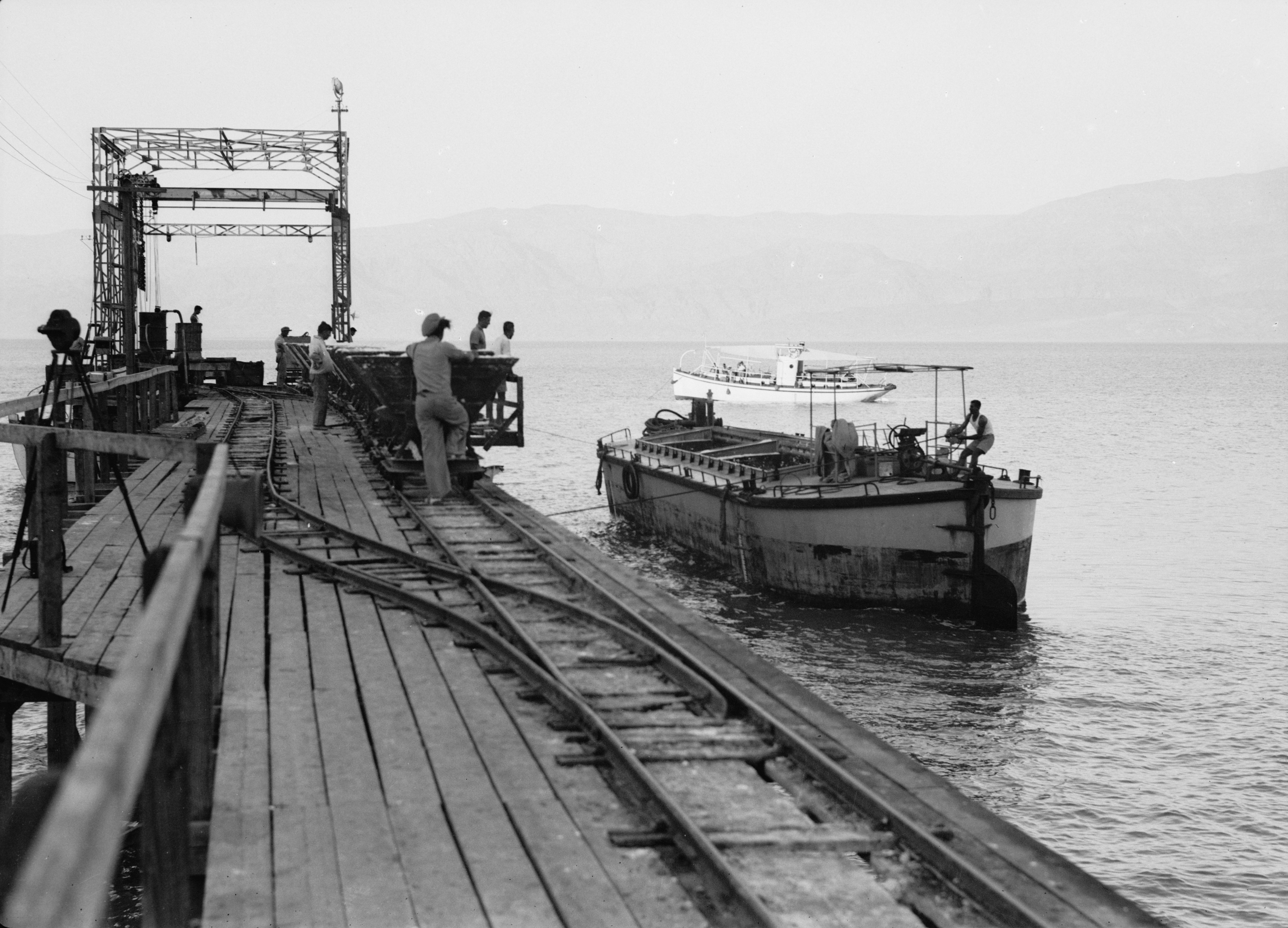
100-Tonnen-Barge an der Usdum-Pier

Eine Schmalspurbahn diente dem innerbetrieblichen Transport der Mineralien sowie der für deren Abbau eingesetzten Arbeiter.
Schienenfahrzeuge der Schmalspurbahn
| Hersteller                    | Bild | Beschreibung                                                                        |
| ----------------------------- | ---- | ----------------------------------------------------------------------------------- |
| Orenstein & Koppel RL 1       |      | Diesellokomotiven mit Kastenloren, 1934–1939                                        |
| Orenstein & Koppel            |      | Diesellokomotive mit Doppelauspuff, 1944                                            |
| Eigenbau                      |      | Drehgestell-Personenwagen zum Transport der Arbeiter vom Camp zur SDOM-Fabrik, 1944 |
| Brookville Locomotive Company |      | Aus Pennsylvania importierte Brookville-Diesellokomotive, 1944                      |
| Eigenbau                      |      | Draisine für den Arbeitertransport, 1944                                            |
| Unbekannt                     |      | Kipploren mit korrosionsfesten Holzkübeln, 1944                                     |

## Galerie

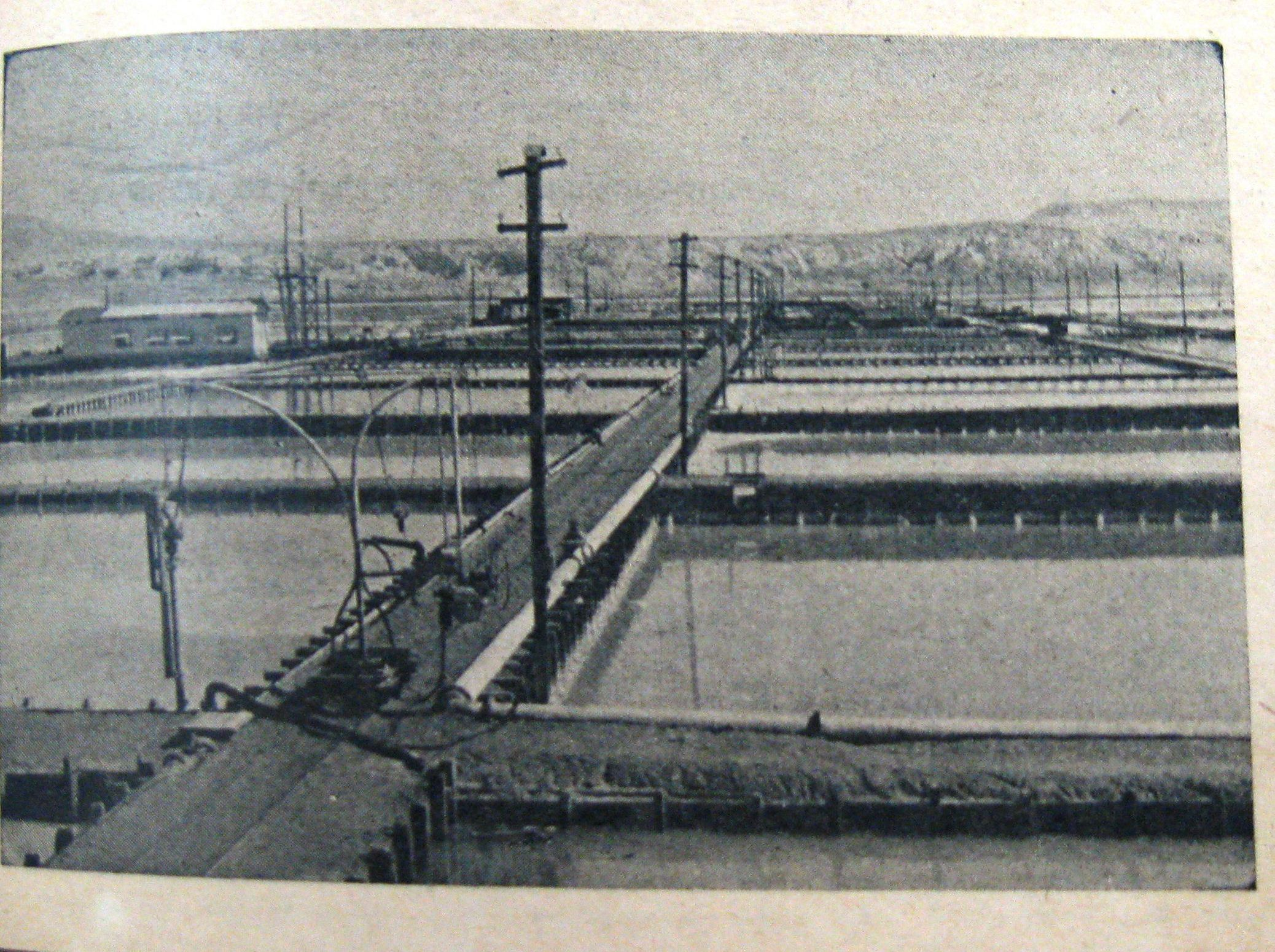
Palestine Potash Ltd., 1945
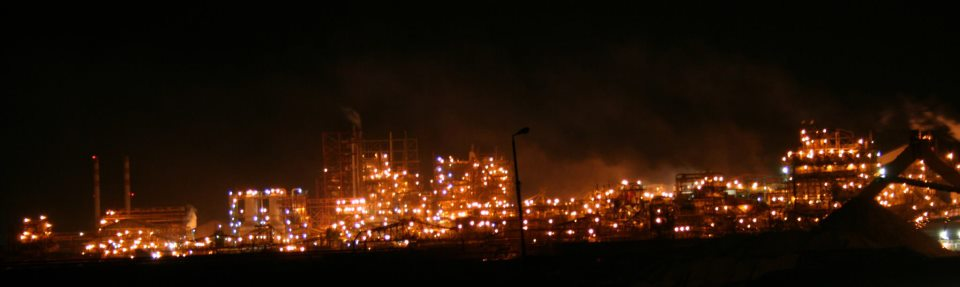
Dead Sea Works 2012
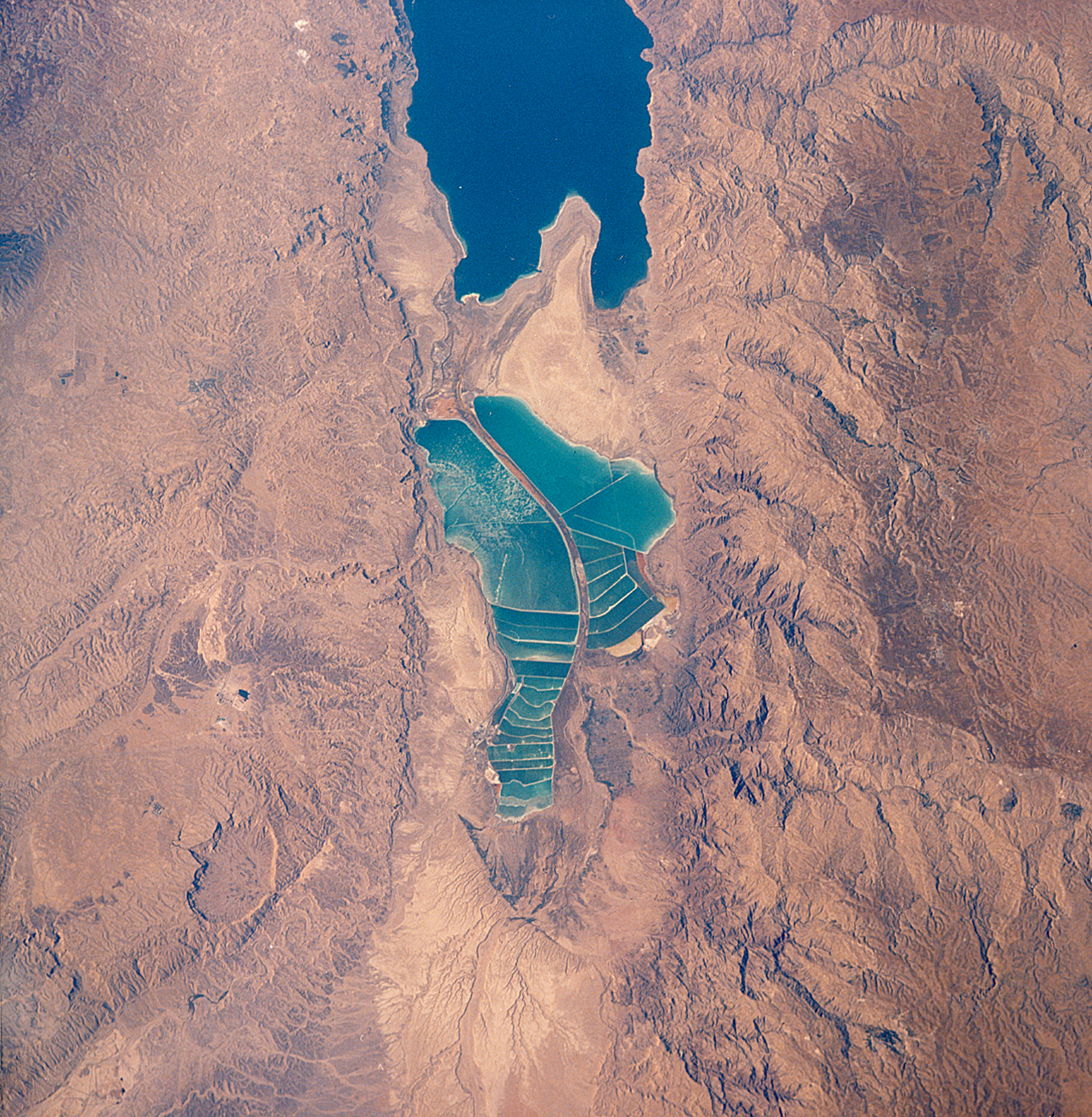
Luftansicht der Verdampfungsteiche
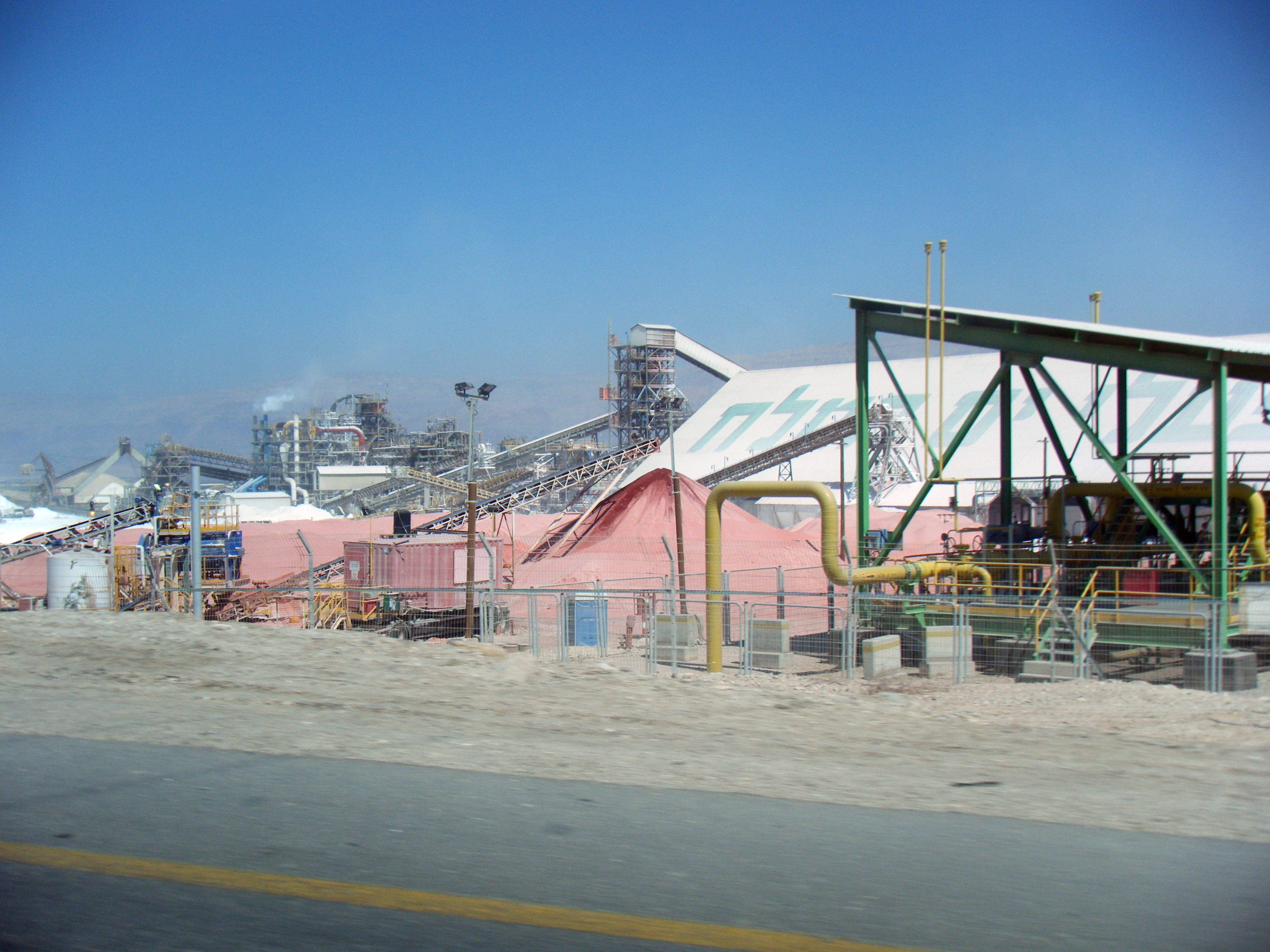
Teil des Unternehmens